# Microsaccus
Microsaccus es un género de orquídeas epifitas. Comprende 15 especies descritas y de estas, solo 13 aceptadas. Se encuentra en 
la Isla de Java.

## Taxonomía
El género fue descrito por Carl Ludwig Blume y publicado en Bijdragen tot de flora van Nederlandsch Indië 6: t. 3. 1825.

## Especies aceptadas
A continuación se brinda un listado de las especies del género Microsaccus aceptadas hasta marzo de 2013, ordenadas alfabéticamente. Para cada una se indica el nombre binomial seguido del autor, abreviado según las convenciones y usos.
- Microsaccus affinis J.J.Sm.
- Microsaccus albovirescens J.J.Sm.
- Microsaccus ampullaceus J.J.Sm.
- Microsaccus borneensis J.J.Sm.
- Microsaccus canaliculatus J.J.Sm.
- Microsaccus dempoensis J.J.Sm.
- Microsaccus griffithii (E.C.Parish & Rchb.f.) Seidenf.
- Microsaccus javensis Blume
- Microsaccus longicalcaratus Ames & C.Schweinf.
- Microsaccus ramosus J.J.Sm.
- Microsaccus sumatranus J.J.Sm.
- Microsaccus truncatus Carr
- Microsaccus wenzelii Ames